# クルースン (小惑星)
クルースン (3753 Cruithne)（日本ではほかにクルイシン、クルイーニャ、クルーフニェ、クルイニェなどの表記がある）は太陽系の地球近傍小惑星（アテン群）であり、地球に沿った軌道を持つ共軌道天体co-orbital object（英語）である（一部に地球の自然衛星であると唱える者もいるが事実ではない）。
1986年10月10日、オーストラリアのクーナバラブラン市にあるサイディング・スプリング天文台において、ダンカン・ウォルドロンがロバート・マックノート、マルコム・ハートレー、マイケル・ホーキンス（Michael R. S Hawkins）らと共に発見した。その後、1983年にチリのヨーロッパ南天天文台で発見された1983 UHと同一であることが判った。

## 名前
クルースンは、イギリス諸島に最初に住み着いたケルトの部族集団クリフニャ族にちなんで命名された
。
クリフニャ族はヨーロッパ大陸から移り住み、イギリス諸島に現れたのは、紀元前800年から同500年にかけてである。
当時のケルト人が「Cruithne」をどう発音していたのか、正確なところはわかっていない。現代のアイルランド・ゲール語での発音は、英語版ウィキペディアなどを元にカタカナで表記すると、「クリフニャ」が近い ([ˈkrɪhnʲə]) が、英語化された発音では「クルーフニェ」([krúxnjə]) となる。ただし小惑星の名称については、ポール・ウィガートのWebサイト（外部リンク参照）では「krooy-nyuh」または「KROOee-nyuh」と発音するべきだとされており、これに近い表記は「クルイーニャ」などである。日本では現在のところ、「クルースン」もしくは「クルイシン」と表記されることが多い。

## 軌道

地球から見たクルースンは豆のような形の軌道を描く。さらに長期的には、この豆自体が地球の軌道に沿って往復運動する。

クルースン（右）と地球（左）がそれぞれの軌道を周っている。

1997年までに、ポール・ウィガートとキンモ・イナネン（ともにカナダ・ヨーク大学）、セッポ・ミッコラ（フィンランド・トゥルク大学）によって、この小惑星が異常な軌道を持つことが割り出された。
クルースンは、実際には地球の周りを回っているわけではない。その代わり、地球の軌道の周りを螺旋状に動く。クルースンの（見かけ上）馬蹄形の軌道 (Horseshoe orbit) はあたかも準衛星のような軌跡になるが、その両端では、それぞれ地球の反対側に接近はしても接触はしない。近日点は金星よりも太陽に近く、遠日点は火星軌道の長半径とほぼ等しい。クルースンは地球を周回せず、時には太陽を挟んだ反対側、すなわち地球のヒル球の外側にある。水星の軌道内と火星の軌道外を通る。
馬蹄形の軌道自体が回転するため、クルースンが元の馬蹄形軌道に戻るには地球年で385年かかる。このようにクルースンの軌道は地球から観測する限り非常に複雑に見え、直感にも反する。しかし、太陽を基準に取ると、理解しやすい。多少楕円形ではあるが、比較的平凡な軌道をほとんど地球年の1年で公転する。地球の重力が楕円軌道にわずかな影響を与えるため、クルースンの歳差運動が変化し、極端に軌道が地球に近づくことはなくなる。
クルースンは直径約5kmで、地球に1500万kmまで接近する。これは地球 - 月間の距離の約40倍である。クルースンの軌道は長期的には安定していないと考えられているが、ウィガートとイナネンの計算によると、長い年月にわたって地球の軌道と同期していたことが分かった。この先数百万年の間、衝突の危険がないことは確実である。

## 類似の小惑星
クルースンと同様に地球と共鳴軌道にある別の地球近傍小惑星は、2004年時点で3つ発見されている。(54509) YORP (2000 PH5)、(85770) 1998 UP1(英語版)、2002 AA29である。
他にクルースンのような馬蹄型の軌道を持つ自然の天体として、土星の衛星であるヤヌスとエピメテウスが知られている。地球とクルースンの場合に比べれば2つの衛星の質量の違いは遥かに小さいため、2つの衛星は完全に互いの軌道を入れ替わることができる（ラグランジュ点#他の同期軌道天体、土星の衛星#共有軌道衛星を参照）。
火星にもこのような共鳴軌道にある小惑星 (5261) エウレカがあり、木星にはトロヤ群と呼ばれる約400個もの同種の天体が従っている。土星にもテティスに従うテレストとカリプソやディオネに従うヘレネのようなトロヤ衛星がある。しかしながら、いずれも馬蹄形の軌道はとっていない。

## ポップカルチャーに登場
SF作家のスティーヴン・バクスターは、クルースンの奇妙な軌道のためか、著書『Manifold:Time』（英語）（多様体：時間）のなかでクルースンを舞台に取り上げている。
同作は2000年、アーサー・C・クラーク賞ノミネート作。
この惑星はイギリスのテレビドラマ「QI」（英語）シーズン1のエピソード「Astronomy」で地球の第2の月と誤って説明され、のちのエピソードで訂正情報を入れて地球に1万8千ある小型の月のひとつと紹介した。SFコミック「X-メン」シリーズ中、『Astonishing X-Men』には寄生生物Brood（英語） (ブルード) が棲息する惑星に設定され、エージェントアビゲイル・ブランド（英語）率いる S.W.O.R.D. が秘密研究所を破壊する。第三次世界大戦を仮想したSFシリーズInsignia trilogy（英語） (仮題：記章三部作) は地球の軌道内を進む設定で、太陽系軍の前哨基地を配置している。第3作『Catalyst』の設定では地球とあわや衝突する寸前に破壊され、地表に広範に落下した破片でおよそ8億人超が落命するという。「民間人」、密輸商など定住者がいる惑星として扱うSF小説シリーズ「Aeon 14」はテラン宇宙艦隊 (TSF) 前哨基地のほか民間企業の本拠地とする。その設定は James S. Aaron との共作『The Proteus Bridge』(Legends of the Sentience Wars #1) に引き継がれる。